# Az MTK Budapest FC 2005–2006-os szezonja
Az MTK Budapest FC 2005–2006-os szezonja szócikk az MTK Budapest FC első számú férfi labdarúgócsapatának egy szezonjáról szól, mely összességében a 97. idénye volt a csapatnak a magyar első osztályban. A klub fennállásának ekkor volt a 117. évfordulója.

## Mérkőzések
| Színmagyarázat | Színmagyarázat |
| -------------- | -------------- |
|                | Győzelem.      |
|                | Döntetlen.     |
|                | Vereség.       |

### Borsodi Liga 2005–06

#### Őszi fordulók
| 1. forduló 2005. július 30. 18:00 |

| Rákospalotai EAC               | 1 – 2   | MTK Budapest                  |
| ------------------------------ | ------- | ----------------------------- |
| Balogh 42' (öngól) Kapcsos 52' | (1 – 1) | Kanta 27' 41' Czvitkovics 74' |

| Budai II László Stadion, Budapest Nézőszám: 3 500 Játékvezető: Erdős József (magyar) |

| 2. forduló 2005. augusztus 6. 19:00 |

| MTK Budapest           | 2 – 0   | Pécsi MFC              |
| ---------------------- | ------- | ---------------------- |
| Lambulić 49' Illés 90' | (0 – 0) | Pavičević 27' Gaál 60' |

| Hidegkuti Nándor Stadion, Budapest Nézőszám: 1 000 Játékvezető: Megyebíró János (magyar) |

| 3. forduló 2005. augusztus 20. 19:00 |

| Debreceni VSC                                   | 2 – 2   | MTK Budapest                                       |
| ----------------------------------------------- | ------- | -------------------------------------------------- |
| Bogdanović 13' Sándor 58' Nikolov 43' Dombi 88' | (1 – 0) | Kanta 51' Bonifert 79' Jezdimirović 44' Balogh 78' |

| Oláh Gábor utcai stadion, Debrecen Nézőszám: 9 500 Játékvezető: Kassai Viktor (magyar) |

| 4. forduló 2005. augusztus 27. 19:00 |

| MTK Budapest        | 1 – 0   | FC Tatabánya |
| ------------------- | ------- | ------------ |
| Illés 79' Kanta 81' | (0 – 0) | Filó 67'     |

| Hidegkuti Nándor Stadion, Budapest Nézőszám: 1 200 Játékvezető: Vad II. István (magyar) |

| 5. forduló 2005. szeptember 17. 19:00 |

| FC Sopron                                           | 0 – 3   | MTK Budapest                                          |
| --------------------------------------------------- | ------- | ----------------------------------------------------- |
| Bagoly 42' Cotan 72' Sifter 78' Vén 79' Landerl 80' | (0 – 2) | Czvitkovics 15' Hrepka 32' 52' Lambulić 37' Selei 86' |

| Káposztás utcai Stadion, Sopron Nézőszám: 1 800 Játékvezető: Makai János (magyar) |

| 6. forduló 2005. szeptember 25. 11:30 |

| MTK Budapest                        | 2 – 2   | Ferencváros                                    |
| ----------------------------------- | ------- | ---------------------------------------------- |
| Hrepka 57' 75' Kanta 59' (11-esből) | (0 – 2) | Tőzsér 36' Rósa 40' (11-esből) 72' Lipcsei 18' |

| Hidegkuti Nándor Stadion, Budapest Nézőszám: 3 500 Játékvezető: Szabó Zsolt (magyar) |

| 7. forduló 2005. november 29. 18:00 |

| Budapest Honvéd | 2 – 2   | MTK Budapest                            |
| --- | ------- | --------------------------------------- |
| Lobo 67' André Alves 81' Genito 13' Venczel 29' Udvari 49' Takács 64' Kovács 83′ Dobos 89' Schultz 90+6′ Borgulya 90+9′ | (1 – 0) | Kanta 31' (11-esből) Lambulić 90+8' 42' |

| Bozsik József Stadion, Budapest Nézőszám: 1 500 Játékvezető: Saskőy Szabolcs (magyar) |

| 8. forduló 2005. október 15. 18:00 |

| MTK Budapest                                                                                | 7 – 0   | Lombard Pápa |
| ------------------------------------------------------------------------------------------- | ------- | ------------ |
| Kanta 4' 59' (11-esből) Mutică 17' (öngól) Balogh 22' Lambulić 56' Bori 73' Czvitkovics 88' | (3 – 0) | Farkas 58'   |

| Hidegkuti Nándor Stadion, Budapest Nézőszám: 1 000 Játékvezető: Hanacsek Attila (magyar) |

| 9. forduló 2005. október 23. 11:30 |

| Zalaegerszegi TE                                                          | 3 – 4   | MTK Budapest                                                     |
| ------------------------------------------------------------------------- | ------- | ---------------------------------------------------------------- |
| László 33' Sabo 65' Sebők V. 90+2' (11-esből) 48' Kocsárdi 5' Montvai 49' | (1 – 2) | Hrepka 5' 66' Czvitkovics 38' Bori 84' Pollák 2' Rodenbücher 75' |

| ZTE Aréna, Zalaegerszeg Nézőszám: 4 000 Játékvezető: Kassai Viktor (magyar) |

| 10. forduló 2005. október 29. 18:00 |

| MTK Budapest                           | 2 – 1   | Kaposvári Rákóczi                                  |
| -------------------------------------- | ------- | -------------------------------------------------- |
| Illés 55' Petrók 90' (öngól) Zabos 45' | (0 – 1) | Szakály 14' Kovácsevics 62' Zsolnai 73' Máté 90+1' |

| Hidegkuti Nándor Stadion, Budapest Nézőszám: 1 000 Játékvezető: Dubraviczky Attila (magyar) |

| 11. forduló 2005. november 5. 18:00 |

| FC Fehérvár                               | 1 – 0   | MTK Budapest     |
| ----------------------------------------- | ------- | ---------------- |
| Csizmadia 74' (11-esből) 31' Schwarcz 89' | (0 – 0) | Jezdimirović 47' |

| Sóstói Stadion, Székesfehérvár Nézőszám: 5 000 Játékvezető: Saskőy Szabolcs (magyar) |

| 12. forduló 2005. november 19. 17:00 |

| Győri ETO                       | 1 – 3   | MTK Budapest                                              |
| ------------------------------- | ------- | --------------------------------------------------------- |
| Vincze 60' (11-esből) Perić 25' | (0 – 3) | Kanta 16' (11-esből) 34' (11-esből) Balogh 26' Zsidai 56' |

| ETO Park, Győr Nézőszám: 1 500 Játékvezető: Solymosi Péter (magyar) |

| 13. forduló 2005. november 26. 17:00 |

| MTK Budapest               | 0 – 2   | Újpest                     |
| -------------------------- | ------- | -------------------------- |
| Jezdimirović 7' Pollák 75' | (0 – 1) | Rajczi 20' 54' Vanczák 28' |

| Hidegkuti Nándor Stadion, Budapest Nézőszám: 4 000 Játékvezető: Sápi Csaba (magyar) |

| 14. forduló 2005. december 3. 15:00 |

| Diósgyőr             | 0 – 0   | MTK Budapest |
| -------------------- | ------- | ------------ |
| Tisza 31' Farkas 42' | (0 – 0) |              |

| DVTK-stadion, Miskolc Nézőszám: 7 000 Játékvezető: Dubraviczky Attila (magyar) |

| 15. forduló 2005. december 10. 15:00 |

| MTK Budapest              | 3 – 0   | Vasas       |
| ------------------------- | ------- | ----------- |
| Hrepka 25' 44' Balogh 37' | (3 – 0) | Majoros 35' |

| Hidegkuti Nándor Stadion, Budapest Nézőszám: 1 200 Játékvezető: Makai János (magyar) |

#### Tavaszi fordulók
| 16. forduló 2006. február 25. 16:20 |

| MTK Budapest | 1 – 0   | Rákospalotai EAC |
| ------------ | ------- | ---------------- |
| Németh 65'   | (0 – 0) | Nagy 59'         |

| Hidegkuti Nándor Stadion, Budapest Nézőszám: 1 000 Játékvezető: Bede Ferenc (magyar) |

| 17. forduló 2006. március 4. 16:00 |

| Pécsi MFC                                            | 2 – 2   | MTK Budapest                      |
| ---------------------------------------------------- | ------- | --------------------------------- |
| Szekeres 20' Balaskó 70' (11-esből) 72' Szabados 30' | (1 – 2) | Bonifert 7' Balogh 36' Hrepka 86' |

| PMFC Stadion, Pécs Nézőszám: 2 000 Játékvezető: Gergely Sándor (magyar) |

| 18. forduló 2006. március 12. 14:30 |

| MTK Budapest                                       | 2 – 4   | Debreceni VSC                                                             |
| -------------------------------------------------- | ------- | ------------------------------------------------------------------------- |
| Hrepka 29' Czvitkovics 65' Bori 26' Koljenović 35' | (1 – 2) | Sidibe 25' 66' Bogdanović 39' Éger 78' Madar 40' Tomić 45' Ferenczi 90+2' |

| Hidegkuti Nándor Stadion, Budapest Nézőszám: zárt kapus Játékvezető: Szabó Zsolt (magyar) |

| 19. forduló 2006. március 18. 15:00 |

| FC Tatabánya | 0 – 1   | MTK Budapest          |
| ------------ | ------- | --------------------- |
|              | (0 – 0) | Hrepka 69' Balogh 11' |

| Városi Stadion, Tatabánya Nézőszám: 3 000 Játékvezető: Makai János (magyar) |

| 20. forduló 2006. március 25. 17:00 |

| MTK Budapest                          | 2 – 0   | FC Sopron               |
| ------------------------------------- | ------- | ----------------------- |
| Zabos 19' (11-esből) 82' Lambulić 90' | (1 – 0) | Munteanu 45' László 81′ |

| Hidegkuti Nándor Stadion, Budapest Nézőszám: 1 000 Játékvezető: Fábián Mihály (magyar) |

| 21. forduló 2006. április 2. 11:30 |

| Ferencváros                                 | 1 – 0   | MTK Budapest          |
| ------------------------------------------- | ------- | --------------------- |
| Lipcsei 81' (11-esből) Bognár 38' Botis 68' | (0 – 0) | Kanta 56' Horváth 92' |

| Üllői úti stadion, Budapest Nézőszám: 4 800 Játékvezető: Kassai Viktor (magyar) |

| 22. forduló 2006. április 7. 19:00 |

| MTK Budapest            | 0 – 0   | Budapest Honvéd                   |
| ----------------------- | ------- | --------------------------------- |
| Lambulić 31' Pollák 49' | (0 – 0) | Pomper 28' Kovács 48' Yannick 86' |

| Hidegkuti Nándor Stadion, Budapest Nézőszám: 1 500 Játékvezető: Vad István (magyar) |

| 23. forduló 2006. április 15. 18:00 |

| Lombard Pápa                                 | 1 – 3   | MTK Budapest                                                        |
| -------------------------------------------- | ------- | ------------------------------------------------------------------- |
| Élder 90' Varga 45' Geri 83' Brandelli 90+2′ | (0 – 2) | Czvitkovics 6' Lambulić 22' Hrepka 88' 90+2' Lipcsei 64' Balogh 75' |

| Perutz Stadion, Pápa Nézőszám: 1 800 Játékvezető: Arany Tamás (magyar) |

| 24. forduló 2006. április 22. 18:00 |

| MTK Budapest                                                                                  | 6 – 3   | Zalaegerszegi TE                                                                     |
| --------------------------------------------------------------------------------------------- | ------- | ------------------------------------------------------------------------------------ |
| Kanta 2' (11-esből) 16' (11-esből) 37' Czvitkovics 24' 33' Horváth 30' 90' Végh 21' Selei 65' | (6 – 1) | Sebők V. 22' (11-esből) 88' Lambulić 55' (öngól) Kottán 83' Simonfalvi 16' Kónya 35' |

| Hidegkuti Nándor Stadion, Budapest Nézőszám: 1 000 Játékvezető: Fábián Mihály (magyar) |

| 25. forduló 2006. április 29. 18:00 |

| Kaposvári Rákóczi    | 1 – 3   | MTK Budapest                                         |
| -------------------- | ------- | ---------------------------------------------------- |
| Oláh 31' Kriston 67' | (1 – 2) | Czvitkovics 36' Kanta 45' Hrepka 76' Rodenbücher 88' |

| Rákóczi Stadion, Kaposvár Nézőszám: 2 500 Játékvezető: Gergely Sándor (magyar) |

| 26. forduló 2006. május 6. 19:00 |

| MTK Budapest                        | 0 – 1   | FC Fehérvár                                  |
| ----------------------------------- | ------- | -------------------------------------------- |
| Lambulić 42' Zsidai 76' Horváth 80' | (0 – 0) | Horváth F. 85' Lattenstein 53' Csizmadia 75' |

| Hidegkuti Nándor Stadion, Budapest Nézőszám: 1 500 Játékvezető: Solymosi Péter (magyar) |

| 27. forduló 2006. május 13. 19:00 |

| MTK Budapest                             | 5 – 2   | Győri ETO                                 |
| ---------------------------------------- | ------- | ----------------------------------------- |
| Kanta 4' 15' 49' Lambulić 60' Németh 90' | (2 – 0) | Bajzát 62' Granát 67' Zsók 41' Vincze 52' |

| Hidegkuti Nándor Stadion, Budapest Nézőszám: 700 Játékvezető: Erdős József (magyar) |

| 28. forduló 2006. május 20. 15:00 |

| Újpest                                | 1 – 2   | MTK Budapest                                                       |
| ------------------------------------- | ------- | ------------------------------------------------------------------ |
| Rajczi 36' 38' Hullám 87′ Vanczák 89′ | (1 – 0) | Kanta 88' 89' Lambulić 90' Balogh 19' Horváth 68' Jezdimirović 75' |

| Szusza Ferenc Stadion, Budapest Nézőszám: 7 855 Játékvezető: Bede Ferenc (magyar) |

| 29. forduló 2006. május 27. 19:00 |

| MTK Budapest                                             | 4 – 0   | Diósgyőr    |
| -------------------------------------------------------- | ------- | ----------- |
| Czvitkovics 31' Kanta 34' 53' Illés 90' Jezdimirović 49' | (2 – 0) | Vitelki 39' |

| Hidegkuti Nándor Stadion, Budapest Nézőszám: 1 000 Játékvezető: Gergely Sándor (magyar) |

| 30. forduló 2006. június 3. 16:20 |

| Vasas                                             | 2 – 1   | MTK Budapest               |
| ------------------------------------------------- | ------- | -------------------------- |
| Balog 59' Molnár 74' 35' Bárányos 29' Hegedűs 38' | (0 – 1) | Hrepka 16' Rodenbücher 62' |

| Illovszky Rudolf Stadion, Budapest Nézőszám: 700 Játékvezető: Sápi Csaba (magyar) |

#### Végeredmény
|    | Csapat            | Játszott | Gy | D  | V  | L  | K  | GK  | Pont |
| -- | ----------------- | -------- | -- | -- | -- | -- | -- | --- | ---- |
| 1  | Debreceni VSC     | 30       | 20 | 8  | 2  | 69 | 34 | +35 | 68   |
| 2  | Újpest            | 30       | 20 | 5  | 5  | 74 | 37 | +37 | 65   |
| 3  | FC Fehérvár       | 30       | 19 | 7  | 4  | 52 | 24 | +28 | 64   |
| 4  | MTK Budapest      | 30       | 18 | 6  | 6  | 65 | 33 | +32 | 60   |
| 5  | FC Tatabánya      | 30       | 11 | 8  | 11 | 46 | 45 | +1  | 41   |
| 6  | Ferencváros       | 30       | 10 | 11 | 9  | 43 | 38 | +5  | 41   |
| 7  | Kaposvári Rákóczi | 30       | 10 | 7  | 13 | 35 | 41 | -6  | 37   |
| 8  | Diósgyőr          | 30       | 10 | 7  | 13 | 33 | 44 | -11 | 37   |
| 9  | Győri ETO         | 30       | 9  | 9  | 12 | 47 | 50 | -3  | 36   |
| 10 | FC Sopron         | 30       | 9  | 8  | 13 | 39 | 39 | 0   | 35   |
| 11 | Zalaegerszegi TE  | 30       | 9  | 8  | 13 | 42 | 47 | -5  | 35   |
| 12 | Pécsi MFC         | 30       | 8  | 9  | 13 | 37 | 41 | -4  | 33   |
| 13 | Budapest Honvéd   | 30       | 8  | 9  | 13 | 33 | 52 | -19 | 33   |
| 14 | Rákospalotai EAC  | 30       | 7  | 5  | 18 | 30 | 59 | -29 | 26   |
| 15 | Vasas             | 30       | 5  | 10 | 15 | 32 | 47 | -15 | 25   |
| 16 | Lombard Pápa      | 30       | 5  | 7  | 18 | 30 | 76 | -46 | 22   |

1. ↑  Intertotó-kupa induló

#### Helyezések fordulónként
| Forduló  | 1  | 2  | 3 | 4  | 5  | 6 | 7 | 8  | 9  | 10 | 11 | 12 | 13 | 14 | 15 | 16 | 17 | 18 | 19 | 20 | 21 | 22 | 23 | 24 | 25 | 26 | 27 | 28 | 29 | 30 |
| -------- | -- | -- | - | -- | -- | - | - | -- | -- | -- | -- | -- | -- | -- | -- | -- | -- | -- | -- | -- | -- | -- | -- | -- | -- | -- | -- | -- | -- | -- |
| Helyszín | I  | O  | I | O  | I  | O | I | O  | I  | O  | I  | I  | O  | I  | O  | O  | I  | O  | I  | O  | I  | O  | I  | O  | I  | O  | O  | I  | O  | I  |
| Eredmény | GY | GY | D | GY | GY | D | D | GY | GY | GY | V  | GY | V  | D  | GY | GY | D  | V  | GY | GY | V  | D  | GY | GY | GY | V  | GY | GY | GY | V  |
| Helyezés | 2  | 1  | 1 | 2  | 1  | 3 | 3 | 2  | 2  | 2  | 3  | 3  | 4  | 4  | 4  | 2  | 4  | 4  | 4  | 3  | 3  | 4  | 4  | 4  | 3  | 4  | 4  | 4  | 4  | 4  |

Helyszín: O = Otthon; I = Idegenben. Eredmény: GY = Győzelem; D = Döntetlen; V = Vereség.

#### Eredmények összesítése
Az alábbi táblázatban összesítve szerepelnek az MTK Budapest FC 2005/06-os bajnokságban elért eredményei.
| Ősz/tavasz (forduló)    | Otthon | Otthon | Otthon | Otthon | Otthon | Otthon | Otthon | Idegenben | Idegenben | Idegenben | Idegenben | Idegenben | Idegenben | Idegenben |
| Ősz/tavasz (forduló)    | M      | GY     | D      | V      | LG–KG  | GK     | P      | M         | GY        | D         | V         | LG–KG     | GK        | P         |
| ----------------------- | ------ | ------ | ------ | ------ | ------ | ------ | ------ | --------- | --------- | --------- | --------- | --------- | --------- | --------- |
| Őszi szezon (1–15.)     | 7      | 5      | 1      | 1      | 17–5   | +12    | 16     | 8         | 4         | 3         | 1         | 16–10     | +6        | 15        |
| Tavaszi szezon (16–30.) | 8      | 5      | 1      | 2      | 20–10  | +10    | 16     | 7         | 4         | 1         | 2         | 12–8      | +4        | 13        |
| Összesen (1–30.)        | 15     | 10     | 2      | 3      | 37–15  | +22    | 32     | 15        | 8         | 4         | 3         | 28–18     | +10       | 28        |

## Külső hivatkozások
- Az MTK Budapest FC hivatalos honlapja
- A Magyar Labdarúgó Szövetség honlapja, adatbankja